# Maiskoje (Kaliningrad, Polessk)
Maiskoje (russisch Майское, deutsch Meyken) ist ein Ort in der russischen Oblast Kaliningrad. Er gehört zur kommunalen Selbstverwaltungseinheit Stadtkreis Polessk im Rajon Polessk. Zu Maiskoje gehört auch das ehemalige Klein Sittkeim, russisch zunächst Kustowka.

## Geographische Lage
Maiskoje liegt zehn Kilometer südwestlich der Stadt Polessk (Labiau) an der Kommunalstraße 27K-106 von Slawjanskoje (Pronitten) an der Regionalstraße 27A-024 (ex A190) in südliche Richtung zur Ortsstelle von Lindenau (nicht mehr existent) führt. Innerorts endet eine Nebenstraße, die Schurawljowka (Groß Droosden) mit Maiskoje verbindet. Die nächste Bahnstation ist Slawjanskoje an der Bahnstrecke Kaliningrad–Sowetsk (Königsberg–Tilsit). Das ehemalige Klein Sittkeim liegt etwa drei Kilometer weiter südlich ebenfalls an der Kommunalstraße 27K-107.

## Geschichte

### Vor 1945

#### Meyken
Das später große Gutsdorf Meyken, zu dem auch eine Ziegelei gehörte, ist vor 1500 entstanden. Zwischen 1676 und 1727 war es im Besitz derer von Lehwaldt. 1874 kam der Ort zum neu errichteten Amtsbezirk Droosden im Kreis Labiau. In Meyken lebten im Jahre 1910 134 Menschen. Am 30. September 1928 verlor Meyken seine Eigenständigkeit und wurde in die Landgemeinde Groß Droosden (russisch: Schurawljowka) eingemeindet.

#### Klein Sittkeim
Im Jahr 1874 kam das Dorf Klein Sittkeim zum neu errichteten Amtsbezirk Scharlack im Kreis Labiau. Klein Sittkeim hatte im Jahre 1910 109 Einwohner. Im Jahr 1933 waren es 92 Einwohner. Am 1. April 1939 wurde Klein Sittkeim an die Gemeinde Lindenau angeschlossen.

### Seit 1945
In Folge des Zweiten Weltkriegs kamen die Orte Meyken und Klein Sittkeim mit dem nördlichen Ostpreußen zur Sowjetunion.

#### Kustowka
Im Jahr 1947 wurden die Orte Adlig Wißritten, Lindenau und Klein Sittkeim unter dem russischen Namen Kustowka zusammengefasst. Gleichzeitig wurde Kustowka dem Dorfsowjet Slawjanski selski Sowet im Rajon Polessk zugeordnet. Der Ort Lindenau wurde allerdings gleichzeitig unter der russischen Bezeichnung Stolbowoje auch in den Rajon Gwardeisk einbezogen, was nach den bekannten Karten vor Ort dann auch geschah. Gemäß den Karten war schon Ende der 1950er Jahre von den in Kustowka unbenannten Orten nur noch Klein Sittkeim besiedelt.

#### Maiskoje
Im Jahr 1947 erhielt der Ort Meyken den russischen Namen Maiskoje und wurde gleichzeitig dem Dorfsowjet Slawjanski selski Sowet im Rajon Polessk zugeordnet. Im Jahr 1997 wurde der Ort Kustowka (s. o.), der zu diesem Zeitpunkt nur noch aus dem ehemaligen Klein Sittkeim bestand, an Maiskoje angeschlossen. Von 2008 bis 2016 gehörte Maiskoje zur Landgemeinde Turgenewskoje selskoje posselenije und seither zum Stadtkreis Polessk.

## Kirche
Fast ausnahmslos gehörte die Bevölkerung Meykens und Klein Sittkeims vor 1945 zur evangelischen Kirche. Die Orte waren in das Kirchspiel der Kirche Groß Legitten (heute russisch: Turgenewo) eingepfarrt und damit Teil des Kirchenkreises Labiau in der Kirchenprovinz Ostpreußen der Kirche der Altpreußischen Union. Auch heute besteht für Maiskoje die kirchliche Verbindung nach Turgenewo, wo sich in den 1990er Jahren eine neue evangelisch-lutherische Gemeinde konstituierte. Sie ist eine Filialgemeinde der Auferstehungskirche in Kaliningrad (Königsberg) innerhalb der Propstei Kaliningrad der Evangelisch-lutherischen Kirche Europäisches Russland.